# Gruszkowska Góra
Gruszkowska Góra (niem. Martins Stein, 535 m n.p.m.) – wzniesienie w południowo-zachodniej Polsce, w Sudetach Zachodnich, w Rudawach Janowickich, w obrębie Wzgórz Karpnickich.

## Położenie
Wzniesienie położone jest w Sudetach Zachodnich, w zachodniej części Rudaw Janowickch, we wschodniej części Wzgórz Karpnickich. Na południowym wschodzie, poprzez bezimienną przełęcz łączy się z Wilczyskiem w masywie Skalnika, na północy z Płonicą, a na północnym wschodzie z masywem Mężykowej.

## Charakterystyka
Wzniesienie stanowi wyraźny szczyt we wschodnim grzbiecie Wzgórz Karpnickich, dominujący od północnego wschodu nad Gruszkowem.

## Budowa geologiczna
Wzniesienie zbudowane z waryscyjskich granitów karkonoskich oraz przecinających je żył lamprofirów. Na szczycie znajduje się skałka "Wielki Zmarlak" zbudowana z lamprofiru.

## Roślinność
Cały szczyt i zbocza porasta las świerkowy.

## Ochrona przyrody
Wzniesienie położone jest na terenie Rudawskiego Parku Krajobrazowego.

## Turystyka
Wschodnim zboczem prowadzi szlak turystyczny:
- żółty – fragment szlaku prowadzący z Karpnik na szczyt Skalnika i dalej